# Rhombodera butleri
Rhombodera butleri är en bönsyrseart som beskrevs av Wood-mason 1878. Rhombodera butleri ingår i släktet Rhombodera och familjen Mantidae. Inga underarter finns listade i Catalogue of Life.